# Miraculina
La miraculina és un edulcorant natural. És un glucoproteïna extreta del fruit de la planta africana que pertany a la família sapotàcia,of Synsepalum dulcificum. La baia d'aquesta planta conté polifenols actius.
Miraculina deriva de miracle fruit un dels noms comuns de Synsepalum dulcificum.
La miraculina en ella mateixa no és dolça, tanmateix després que les papiles gustatives queden exposades a la miraculina els fruits àcids com les llimones es perceben com a dolços, l'efecte dura una hora.
La miraculina funciona enllaçant-se als receptors de la dolçor de la llengua. Encara que fa semblar dolços els aliments àcids no millora el gust dels que són amargants.
La substància activa va ser aïllada pel professor japonès Kenzo Kurihara el 1968

## Com edulcorant
La miraculina és una proteïna ràpidament soluble i relativament estable a la calor. S'ha intentat produir-la en massa, amb poc èxit, amb la tecnologia recombinant i s'intenta fer-la modificant genèticament el bacteri Escherichia coli,
La mirculina mai s'ha aprovat com edulcorant als Estats Units per la Food and Drug Administration (FDA) però si al Japó.
Encara que la miraculina canvia el gust dels aliments no canvia la seva química i per exemple les coses molt àcides poden ser irritants si es prenen en grans quantitats.